# Haas VF-22
Chronologie des modèles (2022)
Haas VF-21 Haas VF-23
La Haas VF-22 est la monoplace engagé par l'écurie Haas F1 Team pour la saison 2022 du championnat du monde de Formule 1.
Elle est pilotée par l'Allemand Mick Schumacher et le Danois Kevin Magnussen de retour dans l'écurie et qui remplace le Russe Nikita Mazepin après la rupture de son contrat par l'écurie américaine.

## Résultats en championnat du monde de Formule 1
| Saison | Écurie       | Moteur                                   | Pneus   | Pilotes         | Courses | Courses | Courses | Courses | Courses | Courses | Courses | Courses | Courses | Courses | Courses | Courses | Courses | Courses | Courses | Courses | Courses | Courses | Courses | Courses | Courses | Courses | Points inscrits | Classement |
| Saison | Écurie       | Moteur                                   | Pneus   | Pilotes         | 1       | 2       | 3       | 4       | 5       | 6       | 7       | 8       | 9       | 10      | 11      | 12      | 13      | 14      | 15      | 16      | 17      | 18      | 19      | 20      | 21      | 22      | Points inscrits | Classement |
| ------ | ------------ | ---------------------------------------- | ------- | --------------- | ------- | ------- | ------- | ------- | ------- | ------- | ------- | ------- | ------- | ------- | ------- | ------- | ------- | ------- | ------- | ------- | ------- | ------- | ------- | ------- | ------- | ------- | --------------- | ---------- |
| 2022   | Haas F1 Team | Ferrari V6 turbo hybride Tipo 066/7 1.6L | Pirelli |                 | BAH     | SAU     | AUS     | EMI     | MIA     | ESP     | MON     | AZE     | CAN     | GBR     | AUT     | FRA     | HON     | BEL     | P-B     | ITA     | SIN     | JAP     | USA     | MEX     | SAO     | ABU     | 37              | 8e         |
| 2022   | Haas F1 Team | Ferrari V6 turbo hybride Tipo 066/7 1.6L | Pirelli | Kevin Magnussen | 5e      | 9e      | 14e     | 9e      | 16e     | 17e     | Abd.    | Abd.    | 17e     | 10e     | 8e      | Abd.    | 16e     | 16e     | 15e     | 16e     | 12e     | 14e     | 9e      | 17e     | Abd.    | 17e     | 37              | 8e         |
| 2022   | Haas F1 Team | Ferrari V6 turbo hybride Tipo 066/7 1.6L | Pirelli | Mick Schumacher | 11e     | Forf.   | 13e     | 17e     | 15e     | 14e     | Abd.    | 14e     | Abd.    | 8e      | 6e      | 15e     | 14e     | 17e     | 13e     | 12e     | 13e     | 17e     | 15e     | 16e     | 13e     | 16e     | 37              | 8e         |

Légende : ici 